# Burgstall Vehlberg
Der Burgstall Vehlberg ist eine abgegangene spätmittelalterliche Höhenburg auf dem 510 m ü. NHN hohen Burglersberg nördlich über Vehlberg, einem heutigen Gemeindeteil der Gemeinde Aurach im mittelfränkischen Landkreis Ansbach in Bayern. Die Stelle ist als Bodendenkmal Nummer D-5-6728-0011 „Burgstall des späten Mittelalters“ geschützt.